# Lucio Cornelio Crisogono
Lucio Cornelio Crisogono (... – Roma, 80 a.C.) è stato un politico romano.
Liberto di Lucio Cornelio Silla, fu uno dei suoi più stretti collaboratori. Nell'80 a.C. fece inserire nelle liste di proscrizione Sesto Roscio, ricchissimo nobile romano con grandi proprietà terriere, per carpirne il patrimonio e venderlo all'asta; dopo la sua morte, per togliere di mezzo ogni prova, tentò di uccidere anche il figlio di quest'ultimo, Sesto Roscio Amerino, il quale fu difeso con successo da Marco Tullio Cicerone nella  Pro Roscio Amerino. Nello stesso anno venne condannato a morte e gettato dalla Rupe Tarpea.